# Mercè Querol i Barberà
Mercè Querol i Barberà (Barcelona, 1921) és una activista social i excursionista catalana. De família humil, el seu pare va morir durant la guerra civil espanyola, fet que la va portar a treballar als 14 anys en una empresa de marroquineria, on es va quedar durant 44 anys fins que es va jubilar.
Des de sempre ha estat una gran amant de la natura i una persona molt activa que ha tingut com a principals aficions la muntanya, l'escalada i l'esquí. Va formar part des de molt jove del Club Montañero de Aragón del Centro Aragonés de Barcelona, on va conèixer en Valentí, el seu marit. Va ser secretària del Comitè Espanyol de Càmping a Barcelona, que va regular per primera vegada a l'Estat aquest tipus d'instal·lacions de lleure, però les autoritats franquistes el van tancar per considerar que una organització estatal no podia tenir seu a Catalunya i van confiscar-ne tot el material.
A finals dels vuitanta va entrar com a sòcia al Casal de Gent Gran Sant Antoni, on actualment ocupa el càrrec de secretària, després de ser-ne vocal i vicepresidenta en diferents etapes. Durant els primers anys va fer també classes de mitja i ganxet, una tasca que va deixar per concentrar-se en les qüestions més organitzatives i administratives del casal, com ara l'admissió de nous socis, l'organització de les festes o la coordinació del professorat. El 2006 va rebre la Medalla d'Honor de Barcelona.